# Soroavisaurus
Soroavisaurus is een geslacht van uitgestorven enantiornithe vogels, gerelateerd aan Avisaurus. Het leefde tijdens het Laat-Krijt van Argentinië. De enige bekende soort Soroavisaurus australis is bekend van fossielen die zijn verzameld in de Lecho-formatie (Maastrichtien) van Estancia El Brete, in het zuidelijke puntje van de provincie Salta, Argentinië. De exemplaren bevinden zich in de collectie van het Fundación-Instituto Miguel Lillo, Tucumán.

## Naamgeving
Het holotype is PVL-4690, een 46,9 millimeter lange linkertarsometatarsus, en het paratype PVL-4048, die een andere linkertarsometatarsus omvat, 51,5 millimeter lang en geassocieerd met de hele hallux, of teen I, en vier tussenliggende teenkootjes. 
PVL-4048 werd rond 1975 gevonden. In 1978 stelde Brett-Surman in een lezing dat dit exemplaar en Avisaurus een geheel nieuwe familie van de Theropoda vormden. Dat de Enantiornithes, toch de grootste Mesozoïsche vogelgroep, überhaupt bestonden was men zich in deze periode niet bewust. De fossielen werden in 1981 formeel door Walker in de wetenschappelijke literatuur vermeld in het kader van zijn benoeming van de Enantiornithes. In 1985 benoemden Brett-Surman and Gregory S. Paul inderdaad een familie Avisauridae, toen nog gezien als een zeer basale groep van, niet noodzakelijkerwijs vliegende, vormen. PVL-4048 en PVL-4690 werden aangewezen als paratypen van Avisaurus archibaldi. Luis Maria Chiappe wees de stukken in 1992 toe aan een Avisaurus sp.. In 1993 benoemde hij een apart geslacht en soort Soroavisaurus australis. De geslachtsnaam moet gelezen worden als 'Sororavisaurus' en betekent 'zuster van Avisaurus'. De soortaanduiding betekent 'de zuidelijke'.
In 1981 had Walker specimen PVL-4033 vermeld, een tibiotarsus van 85,6 millimeter lang. Het zou een zeer groot individu van Soroavisaurus kunnen zijn, zo'n tachtig centimeter lang, of een apart taxon. Het is echter ook toegewezen aan Martinavis.

## Beschrijving
Soroavisaurus is een vrij grote soort. Het holotype wijst op een spanwijdte van een halve meter.
Behalve de grootte is Soroavisaurus niet zo afwijkend van andere Enantiornithes. Autapomorfieën, unieke afgeleide eigenschappen, zijn niet vastgesteld. De binnenste onderste gewrichtsknobbel van het scheenbeen is cilindervormig wat het ondervlak een sleutelgatvormig profiel geeft. De middenvoetsbeenderen zijn alleen bovenaan versmolten. De zoolzijde van het tweede middenvoetsbeen draagt in de lengte een richel. De eerste teen is naar achteren gericht.

## Fylogenie
Soroavisaurus werd in 2002 door Chiappe als vrij afgeleid geplaatst gezien, een lid van Enantiornithidae.

## Levenswijze
Volgens Sankar Chatterjee was de grote Soroavisaurus een grondbewoner die met zijn lange poten, grijpende voet en scherpe klauwen prooien greep om ze te verscheuren.